# Cão da Serra de Aires
El Cão da Serra de Aires es una raza de perro autóctona de Portugal.

## Origen
Se cree que su origen se remonta a los perros de Pastor de Brie que llevó a Portugal el conde de Castro Guimaraes a comienzos del siglo XIX. Otros autores señalan al pastor catalán como origen de esta raza lusa. De carácter fuerte, este perro destinado al cuidado de rebaños se muestra igualmente inteligente y vivaz.